# Tryb kreatywny
Tryb kreatywny (zapis stylizowany: TRYB KREATYWNY) – debiutancki album studyjny polskiego piosenkarza Paliona. Wydawnictwo ukazało się 27 października 2023 roku nakładem wytwórni muzycznej Mugo w dystrybucji My Music. Płyta zadebiutowała na 1. miejscu polskiej listy sprzedaży – OLiS.
Pod względem muzycznym płyta łączy w sobie przede wszystkim hip-hop.

## Lista utworów
Opracowano na podstawie materiału źródłowego.
1. „Tryb kreatywny” – 2:56
2. „Mona lisa” – 2:45
3. „Hejt” – 2:36
4. „Tesla” – 3:33
5. „Złota 44” – 2:57
6. „Halo” – 2:45
7. „150 koni” – 2:32
8. „Siła” – 2:42
9. „Za długo” – 3:02
10. „Kontrowersja” – 3:13
11. „Zombie” – 2:37
12. „Squad” – 3:01
13. „Usa” – 3:44
14. „Czerwone” – 2:15
15. „Zielone 2” – 3:32

## Notowania

### Pozycja na liście sprzedaży
| Kraj   | Lista         | Najwyższa pozycja |
| ------ | ------------- | ----------------- |
| Polska | OLiS – albumy | 1                 |

## Certyfikaty i sprzedaż
| Kraj          | Certyfikat  | Sprzedaż |
| ------------- | ----------- | -------- |
| Polska (ZPAV) | złota płyta | 15 000+  |